# Патриша Дан
Патриша Дан (енгл. Patricia C. Dunn; Бербанк, 27. март 1953 – Оринда, 4. децембар 2011) је била спољашња представница управног одбора компаније Hewlett-Packard (позната и као HP) од фебруара 2005. до 22. септембра 2006, када је поднела оставку.
Бил Локијер, калифорнијски државни тужилац, поднео је тужбу против Патрише Дан 4. октобра 2006. године за четири кривична дела због учешћа у афери „Шпијунажa“ компаније HP. Неки представници медија су извештавали да је Дан заправо била жртвено јагње у овој афери. Судија Вишег суда Калифорније, Реј Канингхем, одбацио је тужбе против ње 14. марта 2007. године.

## Детињство и младост
Рођена је у Бурбанку, у Калифорнији, а одрасла је у Лас Вегасу, у Невади, где су јој родитељи радили у коцкарској индустрији. Отац јој је био менаџер задужен за управљање специјалним догађајима у хотелским и казино комплексима Dunes и Tropicana, док је њена мајка била модел и забављач. Отац јој је преминуо када је имала само једанаест година. Након тога су се, одлуком њене мајке, вратиле у Калифорнију.

## Образовање
Након што је 1970. завршила средњу школу Terra Linda, уписала je Универзитет у Орегону, али је одустала од студија да би издржавала мајку радећи као чистачица. Наставила је студије и стекла диплому у области новинарства 1975. на Универзитету Калифорније у Берклију.

## Каријера
Након дипломирања, каријеру је започела као секретарица на одређено време у компанији Wells Fargo & Co. Најзад, постала је генерална директорка корпорације Barclays Global Investors, која је била задужена за управљање имовином и улагањима компаније Wells Fargo & Co. Постала је члан управног одбора компаније HP 1998. године. Удружење Financial Women of San Francisco прогласило је Патришу Дан за најуспешнију жену у области финансија 2001. године.
Након што је Карли Фјорина, генерална директорка и председница управног одбора компаније HP напустила компанију, Патриша је именована за спољашњу представницу управног одбора у фебруару 2005. године. Такође, била је потпредседница управног одбора без извршне власти корпорације Barclays Global Investors  од 2002. до октобра 2006. године. При томе, била је и директорка и члан извршног одбора Удружења за помоћ младима Larkin Street, у одбору Conference Board's Global Corporate Governance Research Center, као и члан надзорног одбора пословне школе Haas у оквиру Калифорнијског универзитета у Берклију.

### Афера „Шпијунажа“ у компанијиHP
Дан се нашла у центру афере „Шпијунажа“ у компанији HP 2006. године, јер је у периоду од 2005. до 2006. водила истрагу о цурењу поверљивих информација из управног одбора у медије. Компанија HP је унајмила компаније које су, током истраживања овог случаја, прикупиле снимке телефонских разговора између чланова управног одбора и новинара који су пратили рад компаније, путем поступка званог претекстинг (обмана коју нападачи спроводе представљајући се као неко ко има ауторитет и право на приступ поверљивим и осетљивим подацима жртве). По закону државе Калифорније, противзаконито је служити се обманом ради прикупљања снимака приватних разговора појединаца.
Компанија HP је 12. септембра 2006. године најавила да ће Марк Херд, генерални директор компаније, преузети позицију председника управног одбора након седнице заказане за 18. јануар 2007. године, али да ће Дан остати члан управног одбора. Ипак, Патриша Дан је 22. септембра 2006. поднела моменталну оставку на обе позиције, и као председница и као члан управног одбора. У званичном саопштењу изјавила је: „Прихватила сам одговорност да идентификујем изворе цурења информација, али нисам предложила конкретне методе за вођење истраге. Нажалост, људи којима је компанија HP поверила спровођење истраге изневерили су и мене и компанију. Наставићу да искрено заступам оно што је у најбољем интересу компаније, те сам стога пристала на захтев управног одбора да се повучем.“
Калифорнијски државни тужилац Бил Локијер је поднео тужбе против Дан и четворо других, 4. октобра 2006, за четири кривична дела: незаконито коришћење жичаних, радио и телевизијских предајника; преузимање, умножавање и употребу компјутерских података без овлашћења; крађу идентитета и заверу. Локијер је издао налоге за хапшење свих петоро оптужених. Суђење Патриши Дан је заказано за 17. новембар 2006. године.
Судија је 14. марта 2007. године одбацио све тужбе против ње, у циљу задовољења правног интереса. Судија Канингхем је одбацио тужбе након што је Патриша Дан, пре прелиминарног саслушања, одбила да прихвати оптужбу за један мањи прекршај у замену за четири кривична дела за која се теретила.

## Приватни живот
Дан се удала за Вилијама Јанкеа, некадашњег председавајућег компаније Wells Fargo & Co. Пар је поседовао винарију у Аустралији, кућу на Хавајима и кућу у Оринди, у Калифорнији.
Дан се изборила са раком дојке и меланомом, али су јој јануара 2004. године установили рак јајника четвртог стадијума. Лечење хемиотерапијом је довело до повлачења болести, све до августа 2006. године, када је подвргнута операцији уклањања метастаза на јетри. Патриша Дан је преминула од последица рака јајника у својој кући у Оринди, 4. децембра 2011, у 58. години живота.
Иза себе је оставила мужа, троје деце, десеторо унучића, сестру и брата.